# San Pedro, San Fernando
San Pedro är en ort i Mexiko.   Den ligger i kommunen San Fernando och delstaten Chiapas, i den sydöstra delen av landet, 700 km öster om huvudstaden Mexico City. San Pedro ligger 644 meter över havet och antalet invånare är 172.
Terrängen runt San Pedro är kuperad åt sydväst, men åt nordost är den bergig. Runt San Pedro är det ganska tätbefolkat, med 116 invånare per kvadratkilometer. Närmaste större samhälle är Berriozábal, 17,2 km söder om San Pedro. I omgivningarna runt San Pedro växer huvudsakligen savannskog.